# Džhána

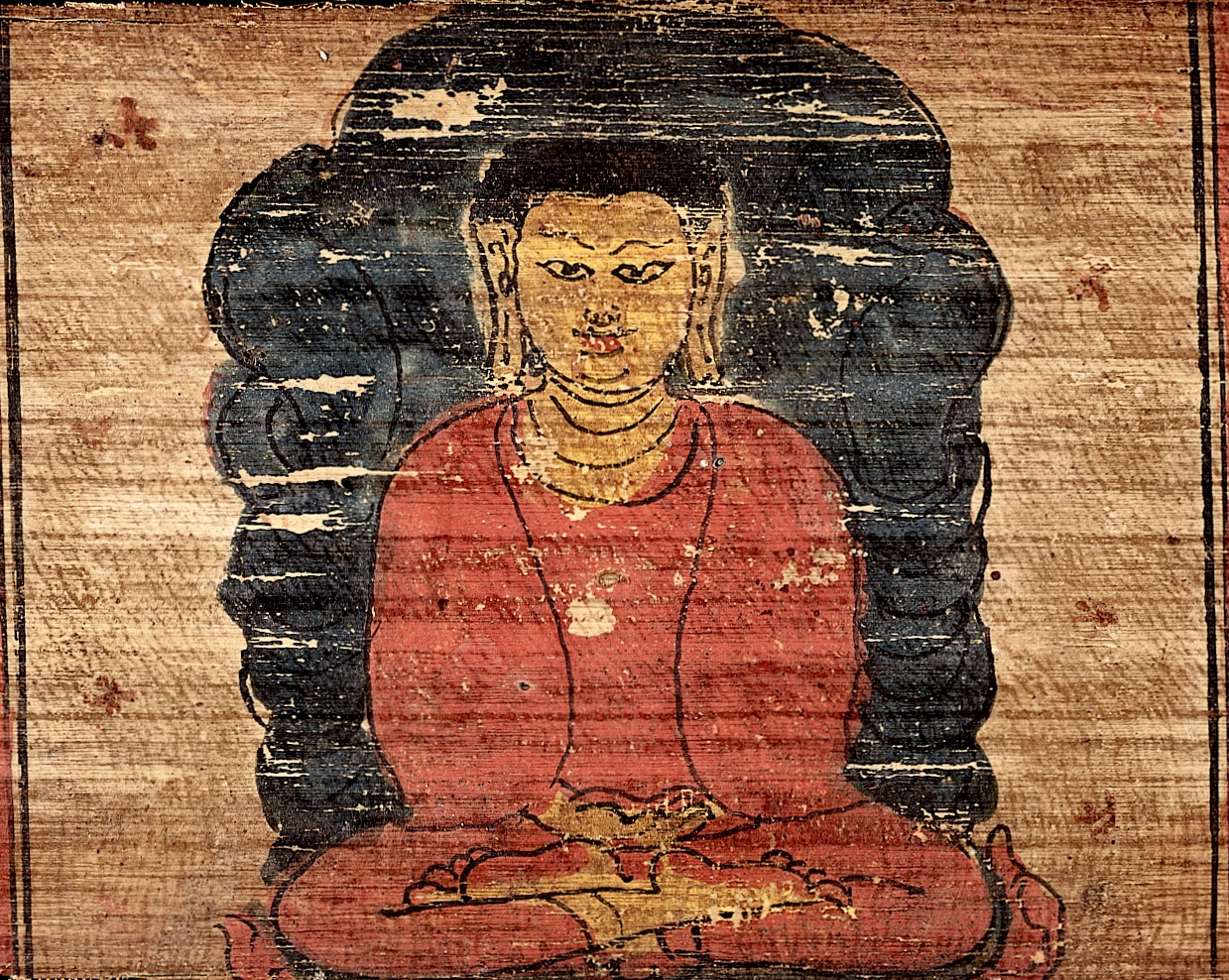
Buddha v Dhjáně ve fázi meditačního tréninku, který vede k Samádhi.

Džhána (jhána, jhana, dhyana, dhjána, čchan, zen) je jedním z klíčových pojmů v buddhismu a hinduismu. Označuje vysokou míru soustředění, někdy se proto překládá jako pohroužení.
Původní pálijský termín džhána označuje stav, v němž mysl nehnutě spočívá u jediného předmětu. Dočasně je potlačeno pět překážek (nívarana), tedy smyslná touha (káma-čhanda), nenávist (vjápáda), nepokoj a výčitky (udača a kukuča), strnulost a malátnost (thína-middha) a pochybovačnost (vičikiččhá).
V mahájáně je dhjána (sanskrt) řazena mezi tzv. 6 (případně 10) páramit (dokonalostí).

## Klasifikace džhán
Džhány se dělí do dvou základních skupin na rúpa-džhány a arúpa-džhány.
Při dosahování rúpa-džhány si meditující bere za předmět soustředění některý z 40 Buddhou doporučených předmětů, například sledování nádechu a výdechu. Rúpa znamená tělesnost a tyto předměty by měly být poměrně snadno dosažitelné.
Míra pohroužení je charakterizována počtem zbytkových mentálních procesů (džhán´-anga). Při první džháně zůstává v mysli myšlenkové pojímání meditačního předmětu(vittaka), pojímání jeho charakteristik (vičára), nadšení (píti), štěstí (sukkhá) a jednovrcholovost mysli (čitta-ekaggatá). Žádné jiné procesy nejsou v mysli přítomny.
Při druhé džháně se procesy v mysli dále redukují. Zůstává pouze nadšení, štěstí a jednovrcholovost mysli.
Ve třetí džháně je přítomno vyrovnané štěstí a jednovrcholovost mysli.
Čtvrtá džhána je charakterizována jednovrcholovostí mysli a vyrovnaností(upekkhá).
Arúpa-džhány jsou vyšší džhány dosažitelné až po zvládnutí čtvrté džhány. Arúpa znamená nehmotný nebo netělesný.
1. arúpa-džhána si bere za předmět vnímání nekonečnosti prostoru (ákása-anaňča-ájatana).
2. arúpa-džhána si bere za předmět oblast nekonečnosti vědomí (viňňan´-aňča-ájatana).
3. arúpa-džhána si bere za předmět oblast nicoty (ákiňčaňňa-ájatana)
4. arúpa-džhána si bere za předmět oblast ani vnímání ani nevnímání (neva-saňňá-na-asaňňá-ájatana)
I u arúpa-džhán platí, že je dočasně překonáno všech pět výše jmenovaných překážek (nívarana).